# Az Alcantarai Szent Péter-templom orgonája

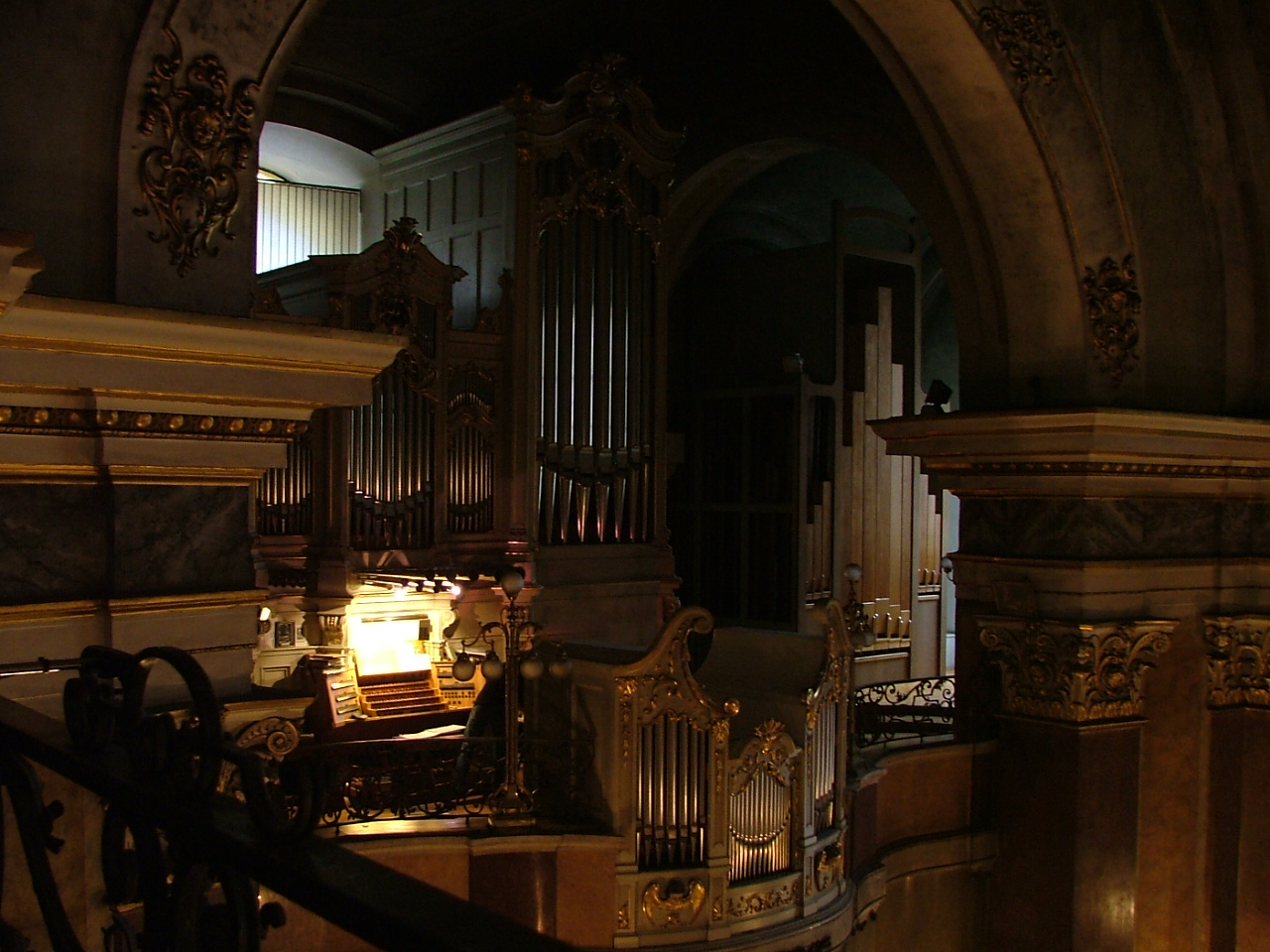
Az orgona látképe az oldalkarzatról

A budapesti Alcantarai Szent Péter-templom (ismertebb nevén a belvárosi ferences templom) orgonája  négymanuálos, pedálos, 64 regiszteres orgona. Az Aquincum orgonaüzem építette 1991-ben.

## Jellemzői
- 4 manuál, 64 regiszter
- Cymbelstern (8 haranggal) és Nachtigall
- 2 × 32 sor setzerkombináció
- csúszkaládás, mechanikus traktúra, elektromos kopulákkal és elektromos regisztratúrával

## Tervezők
- Diszpozíció: Baróti István, Gergely Ferenc, Hajdók Judit és Sirák Péter
- Homlokzati terv: Dragonits Tamás
- Szekrényzet: Rieger 1902 és Rusztika Gmk. 1991
- Műszaki tervező: Pour László
- Intonatőr: Varga László

## Diszpozíció
| Pedál | I. Positif expressif | II. Hauptwerk | III. Récit expressif | IV. Rückpositif                                                                                        |
| --- | --- | --- | --- | --- |
| 37. Praestant 16'[fn1] 38. Holzprincipal 16' 39. Subbass 16' 40. Quinta 102/3' 41. Octava 8' 42. Gedacktflöte 8' 43. Superoctava 4' 44. Locatio 4× 51/3' 45. Mixtura 4× 22/3' 46. Bombarde 32' 47. Posaune 16' 48. Holztrompete 8' 49. Clairon 4' | 20. Quintaton 16' 21. Principal 8' 22. Salicional 8' 23. Coppel flûte 8' 24. Praestant 4' 25. Flûte à bec 4' 26. Nasard 22/3' 27. Doublette 2' 28. Tierce 13/5' 29. Larigot 11/3' 30. Piccolo 1' 31. Cymbale 3-4× 2/3' 32. Trompete 8' 33. Musette 8' 34. Campana G-g' | 1. Praestant 16' 2. Principal 8' 3. Hohlflöte 8' 4. Gemshorn 8' 5. Octava 4' 6. Rohrflöte 4' 7. Tertia 31/5' 8. Quinta 22/3' 9. Superoctava 2' 10. Cornet 5× 8'[fn2] 11. Mixtura 5× 2' 12. Cymbale 4× 11/3' 13. Trompete 16' 14. Trompete 8' 15. Trompete 4' 16. Trompete reale 8' | 55. Bourdon 16' 56. Flûte 8' 57. Bourdon à cheminée 8' 58. Gambe 8' 59. Voix céleste 8' 60. Viole 4' 61. Flûte traversière 4' 62. Flûte octaviante 4' 63. Plein jeu 4x 2' 64. Sept. cornet 3× 22/3' 65. Cor anglais 16' 66. Trompette harmonique 8' 67. Hautbois 8' 68. Voix humaine 8' 69. Clairon 4' | 71. Holzgedackt 8' 72. Principal 4' 73. Waldflöte 4' 74. Quinta 11/3' 75. Scharff 3-4× 76. Cromorne 8' |
| 50. P + I 51. P + II 52. P + III 53. P + IV 54. P + III super | 35. Tremulant 36. I + III | 17. II + I 18. II + III 19. II + IV | 70. Tremulant | 77. Tremulant                                                                                          |

- ↑ fn1: 37 Praestant 16': transzmisszió a II. manuálról (1)
- ↑ fn2: 10 Cornett 5× 8': ab c'